# Xiphocentron bilimekii
Xiphocentron bilimekii is een schietmot uit de familie Xiphocentronidae. De soort komt voor in Mexico.